# Fotografická interpretace

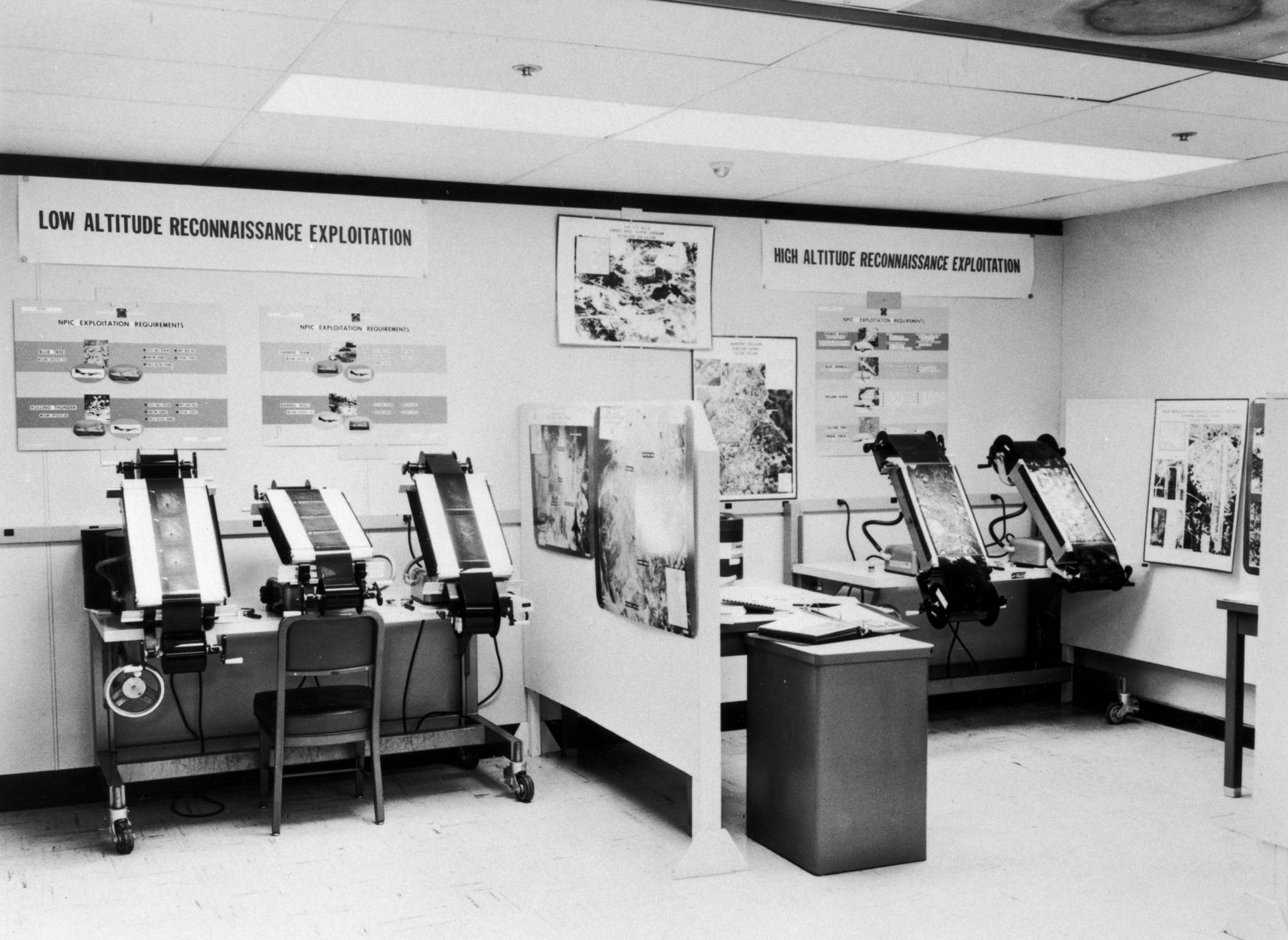
Zařízení pro fotografickou interpretaci centra U.S. National Photographic Interpretation Center během Karibské krize

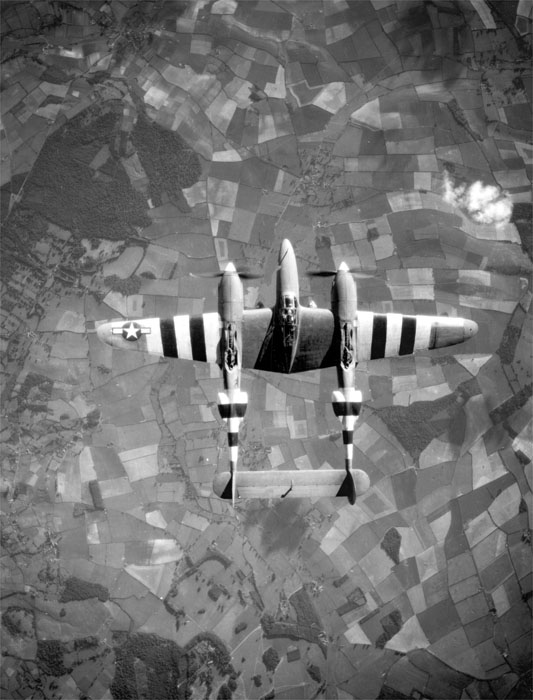
Lockheed P-38 Lightning při leteckém průzkumu, červen 1944

Fotografická interpretace (fotointerpretace, z lat. interpretari – vykládat, tlumočit, překládat, posuzovat) může být definována jako „činnost posuzování fotografických snímků za účelem identifikace objektů a hodnocení jejich významu“. Analýzu satelitních snímků vede specialista známý jako fotografický interpret - v anglické zkratce „PI“ (photographic interpretation).

## Historie
První fotografii ze vzduchu pořídil z balónu po prvních pokusech v Paříži roku 1858 francouzský vzduchoplavec a fotograf Nadar. Dva roky po něm nasnímal Boston z balónu americký fotograf James Wallace Black. Krátce nato byla fotografie z balónu využívána pro vojenské účely armádou Unie v americké občanské válce. V osmdesátých letech 19. století experimentoval Arthur Batut s leteckou fotografií z draků. Mnozí je následovali – Amedee Denisse vyvinul v roce 1888 raketu s kamerou a padákem. Fyzik Alfred Nobel v roce 1896, těsně před svou smrtí, zdokonaloval techniku fotografování nejen z balónů a raket, ale i ze střel. Hledal její využití v měření a vytváření kartografických map.
V roce 1889 proběhl experiment na univerzitě v Petrohradě, při kterém šéf ruského balónového armádního sboru Alexandr Kovanko pořídil letecké snímky z balónu a poslal kolodiové filmové negativy na zem holubí poštou.
Fotografování z ptačího pohledu zdokonaloval vynálezce a konstruktér George Raymond Lawrence. Například po zemětřesení v San Franciscu roku 1906 s pomocí sofistikovaného závěsného systému na několika dracích najednou fotografoval trosky města z výšky 600 metrů. Fotoaparát vážil 25 kilogramů a používaly se v něm celuloidové desky o rozměrech 43 × 122 cm.
Další pokrok letecké fotografie přineslo její využití v bezpilotních letadlech. První z nich neslo název Aerial Target (Vzdušný cíl) a vynalezl jej roku 1916 profesor Archibald Montgomery Low.

## Podstata
Zásady interpretace obrazu jsou vyvíjeny již více než 150 let. Nejzákladnějšími principy jsou tyto elementární obrazové prvky: poloha, velikost, tvar, stín, odstín/barva, struktura, vzor, výška/hloubka a místo/situace/asociace (site/situation/association). Jedná se o běžně používané analýzy při interpretaci leteckých fotografii nebo analýzu obrazu. Dobře vyškolený fotografický interpret dokáže ze základních prvků při analýze získat mnoho cenných informací. Avšak i začátečník může jemu neznámý objekt, s ohledem na tyto prvky analyzovat jeho význam ve vztahu k jiným objektům nebo jevům na fotografii nebo obrázku.

## Základní prvky interpretace

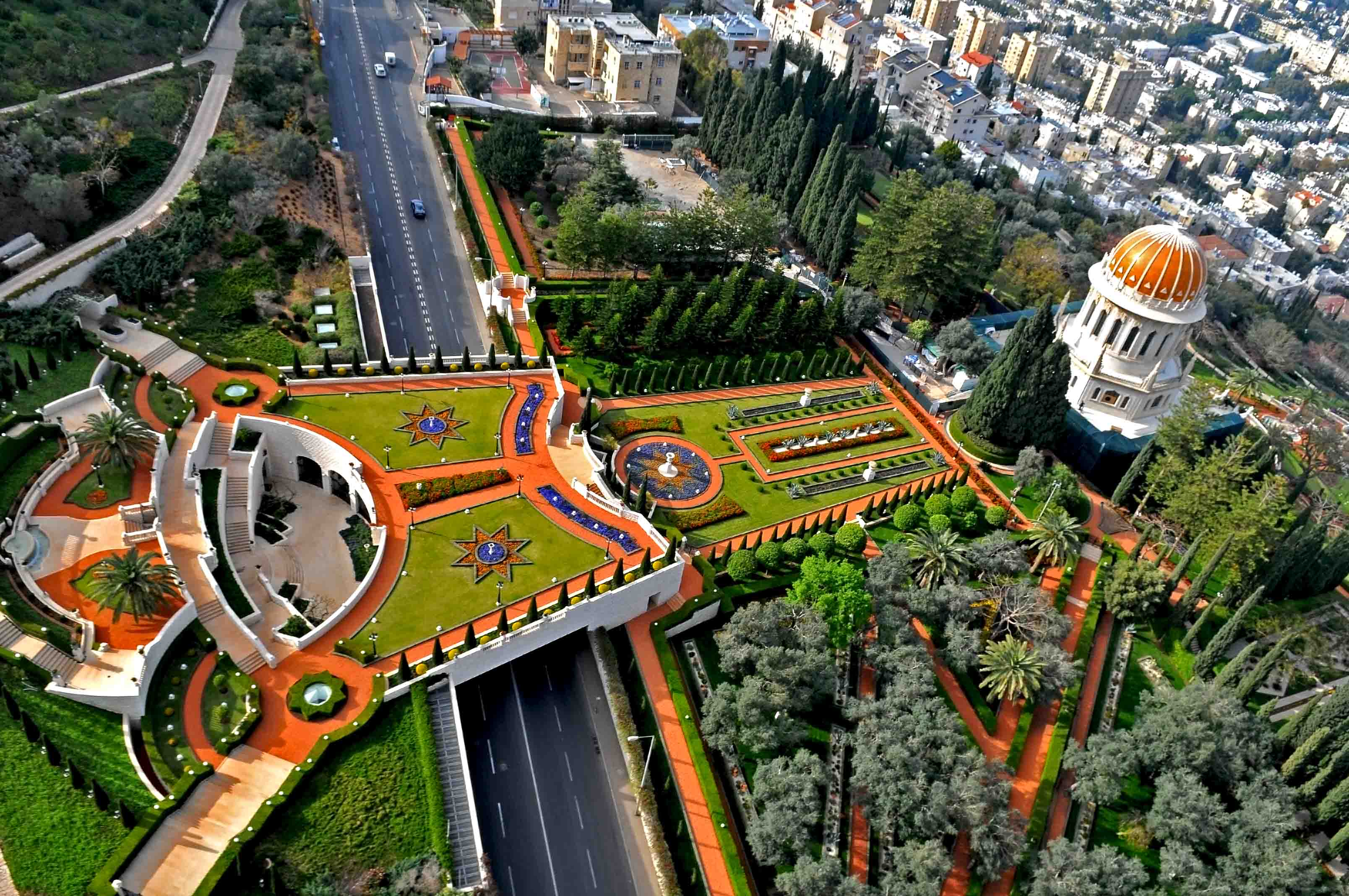
Zahrady v Haifě

Dále jsou uvedeny elementární prvky leteckých a družicových snímků.

### Místo
Existují dva základní způsoby získání přesného umístění ve formě souřadnic:
- Průzkum v oblasti za použití tradičních metod průzkumu nebo nástroje globálního navigačního systému GPS.
- Sběr dat z dálkového průzkumu objektu, rektifikace obrazu a poté získání požadovaných koordinovaných informací.

Většina vědců, kteří se rozhodnou využít první možnost, má dostupné relativně levné GPS přístroje pro dosažení požadovaného umístění objektu. Je-li vybrána druhá možnost, většina letadel používaných při sběru dat dálkového průzkumu má přijímač GPS. Ten umožňuje letadlu získat přesné souřadnice zeměpisné šířky a délky každé fotografie.

### Velikost
Velikost objektu je jednou z nejvíce charakteristických vlastností a jedním z nejdůležitějších prvků výkladu. Nejčastěji se měří délka, šířka a obvod. Aby bylo možné provést úspěšně, je nutné znát měřítko fotografie. Měření velikosti neznámého objektu umožňuje interpretrovi vyloučit možné alternativy. To se ukáže jako užitečné při měření velikosti několika známých objektů za účelem srovnání s neznámým objektem. Například rozměry sportovních hřišť jako jsou americký fotbal, fotbal, baseball jsou standardní na celém světě. Pokud jsou objekty tohoto typu vidět na snímku, je možné určit velikost neznámého objektu jednoduchým srovnáním.

### Tvar
Existuje nekonečné množství jedinečně tvarovaných přírodních a umělých objektů na světě. Najde se několik příkladů stejného tvaru, například trojúhelníkový tvar mají moderní proudové letouny a také tvar společného obydlí nesezdané rodiny. Lidé změnili krajinu velmi zajímavým způsobem, který dal tvar mnoha objektům, ale svým vlastním způsobem formoval i tvary krajiny v přírodě. Obecně platí, že rovné, přímočaré tvary jsou lidského původu. Příroda vytváří jemnější tvary.

### Stín
Snímkováním nebo pozorováním při velmi šikmém slunečním světle jsou například při letecké archeologii odhalovány stíny, které indikují mírné vyvýšeniny terénu a tudíž relikty zaniklého osídlení.
Prakticky všechny dálkově pořizované snímky jsou shromažďovány do 2 hodin od slunečního poledne, aby se zabránilo rozšíření stínů na obrázku nebo fotografii. To proto, že stíny mohou zakrýt další předměty, které by jinak mohly být identifikovány. Na druhou stranu, může být stín objektu klíčem k identitě jiného objektu. Vezměme si například Washingtonův památník ve Washingtonu. Při jeho sledování shora může být obtížné rozeznat tvar pomníku, ale s bočním stínem se tento proces stane mnohem jednodušším. Dobrou praxí je orientovat fotografie tak, aby stíny směřovaly k interpretrovi. Pseudoskopický efekt se dosáhne v případě, kdy je stín orientován směrem od pozorovatele. Ten způsobí, že se nízké body jeví jako vysoké a vysoké body jako nízké.

### Odstín a barva

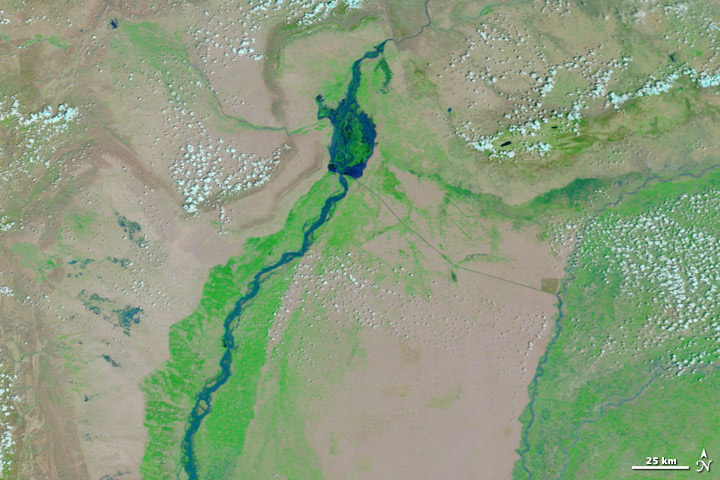
Monzun v Pákistánu, NASA satellite imagery, 2009

Skutečné materiály na zemi jako vegetace, voda a holá půda odrážejí různé podíly energie v modré, zelené, červené a infračervené části elektromagnetického spektra. Interpret může dokumentovat množství energie odražené od každého materiálu podle specifických vlnových délek a vytvořit takzvanou spektrální signaturu. Tyto signatury mohou pomoci pochopit, proč některé objekty vypadají jako na černobílé fotografii. Tyto odstíny šedé jsou převedeny na tóny. Tmavší objekt odráží menší množství světla.
Barevné snímky jsou však více upřednostňovány, protože na rozdíl od odstínů šedé člověk rozpozná více různých barev (v řádech tisíců). Skutečná a přirozená barva objektů v procesu fotointerpretace velmi pomáhá.
Příklad z archeologické praxe: Objekty zahloubené v minulosti pod zemský povrch (např. příkop nebo zemnice) byly po zániku jejich funkce opět zaneseny nějakou výplní. Výplň bývá odlišná od podloží, do kterého jsou objekty zahloubeny. Tento rozdíl má vliv na růst vegetace na povrchu. Výplň je většinou humóznější, obsahuje tedy více živin a déle zadržuje vodu. Například v obilném poli jsou pak při leteckém průzkumu patrná místa, na kterých je porost vyšší, zelenější nebo jinak odlišný od okolního.

### Textura

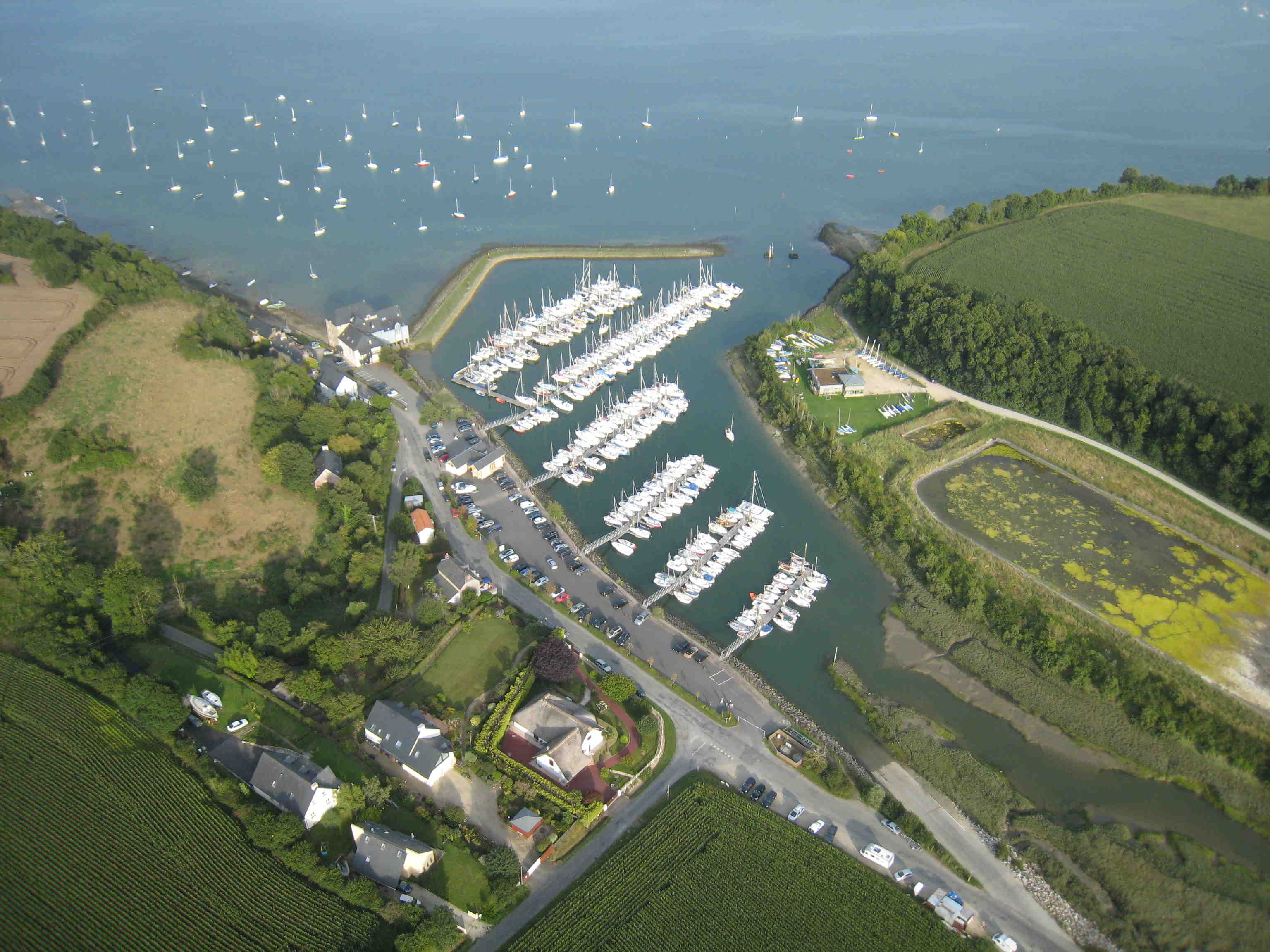
Přístav Plouër-sur-Rance, Bretaňský poloostrov, Francie

Textura je definovaná jako "vlastnost umístění a uspořádání opakování tónu nebo barvy v obraze." Často se používají k popisu textury používají přídavná jména jako například hladké (jednotné, homogenní), střední a hrubé (hrubý, heterogenní). Je důležité si uvědomit, že textura je produkt škály. Ve velkém zobrazeném měřítku mohou objekty vypadat, že mají střední texturu. Ale po zmenšení měřítka se může textura jevit jako jednotná nebo hladká. Několik příkladů textury by mohla být "hladkost" dlážděné silnice, nebo na "hrubost" borovicového lesa.
V archeologické praxi existují například „vlhkostní“ nebo „vypráhlostní příznaky“ (výplň má jinou schopnost akumulovat vodu) a „sněžné příznaky“ (tenká vrstva sněhu odtaje v závislosti na jiných fyzikálních vlastnostech výplně zahloubeného objektu rychleji nebo naopak pomaleji než nad okolním nedotčeným povrchem).

### Vzor
Vzor, vzorek (pattern) je prostorové uspořádání objektů v krajině. Objekty mohou být uspořádány náhodně nebo systematicky. Mohou být přirozené, jako například u říční sítě, nebo uměle člověkem ovlivněné, jako například čtverce ve zeměměřické instituce (Public Land Survey System) ve Spojených státech. Typická přídavná jména používaná při popisu vzoru jsou: náhodný, systematický, kruhový, oválný, lineární, plošný a křivočarý (aby byly jmenovány alespoň některé).

### Výška a hloubka
Výška a hloubka, také známá jako "elevace" a "měření hloubky" (bathymetry), jsou jedním z diagnostických prvků fotografické interpretace. To proto, že určitý objekt, například budovy nebo elektrické sloupy, které se tyčí nad krajinou projevují určitý radiální reliéf. Tyto objekty též vrhají stín, který také může poskytnout informace o jejich výšce a převýšení. Dobrým příkladem toho jsou budovy většího města.

### Místo/situace/asociace
Místo má unikátní fyzikální vlastnosti, které může zahrnovat výšku, sklon a typ povrchu (např. tráva, les, voda, holá půda). Místo může mít také socioekonomické charakteristiky, jako například hodnotu pozemků a blízkost vody. Situace odkazuje na to, jak jsou objekty na fotografii nebo obrázku organizovány a "leží" ve vztahu k sobě navzájem. Většina elektráren má stavební materiál v dostupné vzdálenosti. Nebo velké nákupní středisko - obvykle několik velkých budov, obrovské parkoviště, v blízkosti hlavní silnice a křižovatky.

## Satelitní fotografie
Satelitní snímky mají mnoho využití v zemědělství, geologii, lesnictví, regionálním plánování, vzdělávání, zpravodajství a vojenství. Snímky mohou být ve viditelných barvách a v dalších částech spektra. Existují elevační mapy, obvykle vytvořené radarovým zobrazováním. Analýzu satelitních snímků vedou specialisté známí jako fotografičtí interpreti - v anglické zkratce „PI“ (photographic interpretation).

## Letecká archeologie

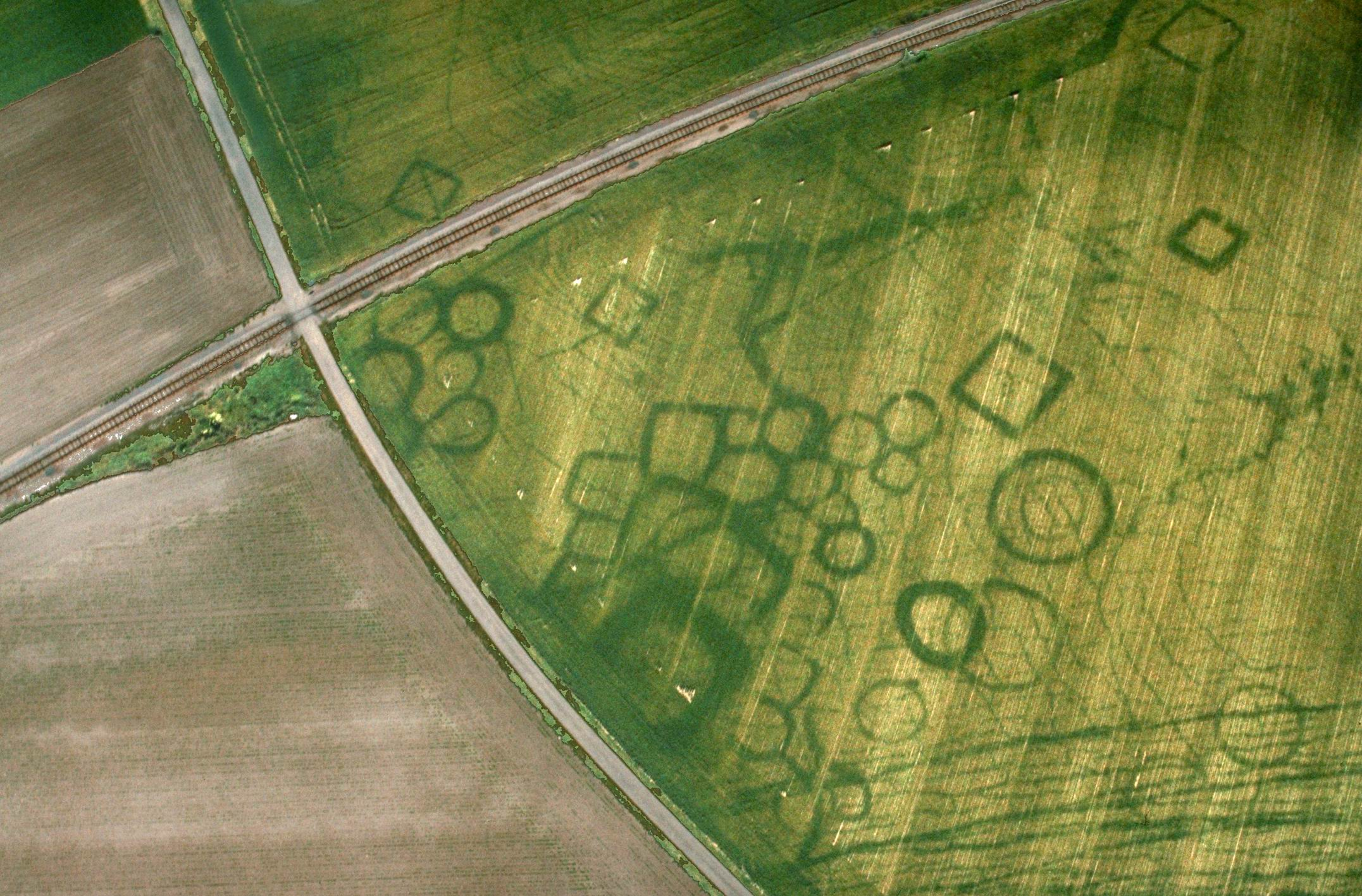
Letecká archeologie: pohled na Grézac z prehistorického období; velké galské pohřebiště s různými strukturami kruhového nebo čtvercového tvaru

Letecká archeologie je druh archeologické prospekce a řadí se mezi nedestruktivní archeologické metody. Pomocí leteckého pozorování a fotografického snímkování jsou na základě půdních, vegetačních, stínových a jiných příznaků vyhledávány, identifikovány a evidovány archeologické objekty. Letecká archeologie se rovněž zabývá vyhodnocením leteckých snímků, které nebyly pořízeny pro archeologické účely. Archeologická letecká fotografie vychází z metod vojenského leteckého průzkumu. V méně častých případech využívá i dálkového průzkumu Země pomocí družic.

## Průzkumné lety

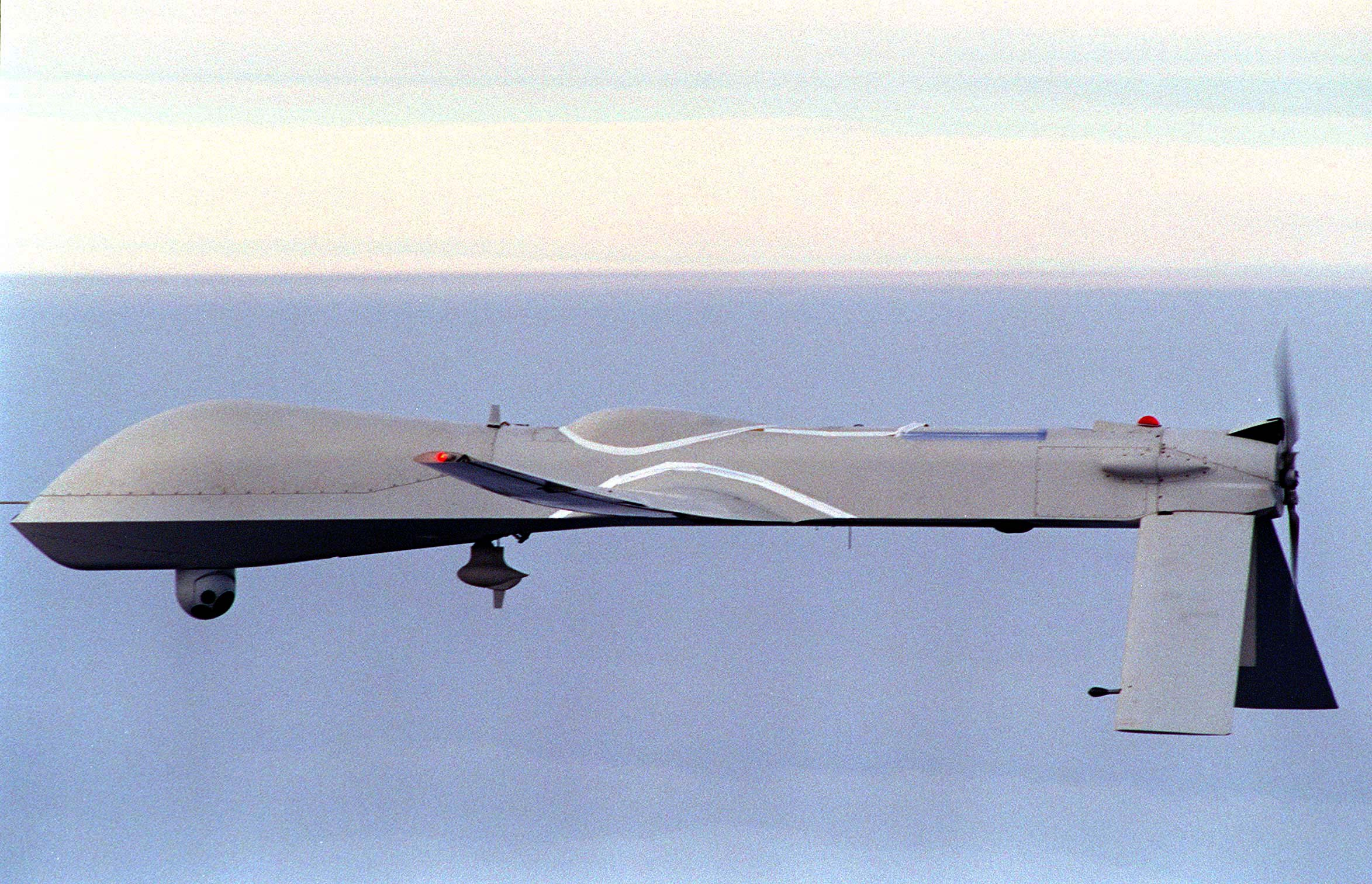
Průzkumný letoun RQ-1 Predator

Průzkumný letoun je vojenský (často neozbrojený) letoun používaný k monitorování nepřátelské aktivity. Snahy o získávání informací o nepříteli ze vzduchu se objevily dlouho před vynálezem létajících strojů těžších než vzduch. První pokusy se uskutečnily ve Francii v roce 1794 (pokus o zjišťování informací o poloze nepřátelského dělostřelectva z balónu), ale i pozdější pokusy v 19. století měly značně omezený vojenský význam. Existují i civilní letouny vybavené podobně jako vojenské průzkumné letouny. Ty se používají při mapování území (v kartografii), řízení dopravy, geologických a jiných vědeckých průzkumech (např. v archeologii). V mnoha zemích jsou civilní letouny využívány k hlídání hranic před pašováním a ilegální imigrací, k hlídkování nad rybolovnými oblastmi ap.